# Lionel Pioline
Pour les articles homonymes, voir Pioline.
Lionel Pioline est un trampoliniste français, né le 10 août 1965 à Saint-Brieuc. Il est un cousin du joueur de tennis Cédric Pioline.

## Biographie
Lionel Pioline s'entraîne à la section sport-études du Lycée Albert-Camus de Bois-Colombes, qui a déjà donné à la France son premier champion de monde de la discipline : Richard Tison.
Il est aujourd'hui président du Levallois Sporting Club (LSC) Trampoline.
Il dirige l'École nationale des arts du cirque de Rosny-sous-Bois (ENACR) depuis septembre 2016.

## Palmarès

### Mondial
- Champion du monde en individuel en 1984 et 1986
- Champion du monde par équipes en 1982,
- Vice-champion du monde en synchronisé avec Hubert Barthod en 1986 et avec Daniel Péan en 1980
- Médaillé de bronze en synchronisé avec Daniel Péan en 1984
- Médaillé de bronze par équipes en 1984 et en 1986

### Continental
- Champion d’Europe en 1981

### National
- champion de France individuel Fédération française de trampoline et de sports acrobatiques en 1980, 1981, 1983, 1984, 1985 et 1986.